# Sebastião Laranjeiras
Sebastião Laranjeiras is een gemeente in de Braziliaanse deelstaat Bahia. De gemeente telt 11.421 inwoners (schatting 2009).

## Aangrenzende gemeenten
De gemeente grenst aan Candiba, Guanambi, Iuiú, Palmas de Monte Alto, Pindaí, Urandi en Espinosa (MG).